# Pedro Ruiz Torres
Pedro Ruiz Torres (Elx, 1951) és un historiador valencià, catedràtic d'Història Contemporània a la Universitat de València i rector d'aquesta institució entre el 1994 i el 2002.

## Biografia
Va llicenciar-se en Filosofia i Lletres per la Universitat de València el 1974, i va obtindre el títol de doctor el 1981. Catedràtic d'Història Contemporània, va ser vicerector d'Ordenació Acadèmica i Professorat a la Universitat de València entre el 1986 i el 1990, i rector d'aquesta institució entre el 1994 i el 2002.
Actualment presideix l'Associació d'Història Contemporània i és director de les publicacions Ayer revista i Pasajes de pensamiento contemporáneo. La seva tasca al capdavant de la Universitat de València ha contribuït a enfortir, per un costat, els lligams entre la universitat i la societat cultural, i, per l'altre, els lligams històrics, culturals i lingüístics amb les universitats de parla catalana. Des de 1988 és acadèmic corresponent de la Reial Acadèmia de la Història. El 2004 li fou atorgada la Creu de Sant Jordi.

## Obres
- Estudios sobre la revolución burguesa en España (1979)
- Señores y propietarios. Cambio social en el sur del País Valenciano, 1650-1850 (1981)
- España en el siglo XVIII
- Història del País Valencià. Època contemporània (1990)
- La época de la razón
- Europa en su historia (1993)
- Reformas y políticas agrarias en la historia de España
- Nacionalismo e historia
- Universitat i compromís social
- Discursos sobre la historia
- The Political Uses of the Past
- La Ilustración y las ciencias. Para una historia de la objetividad